# Petro-Islã

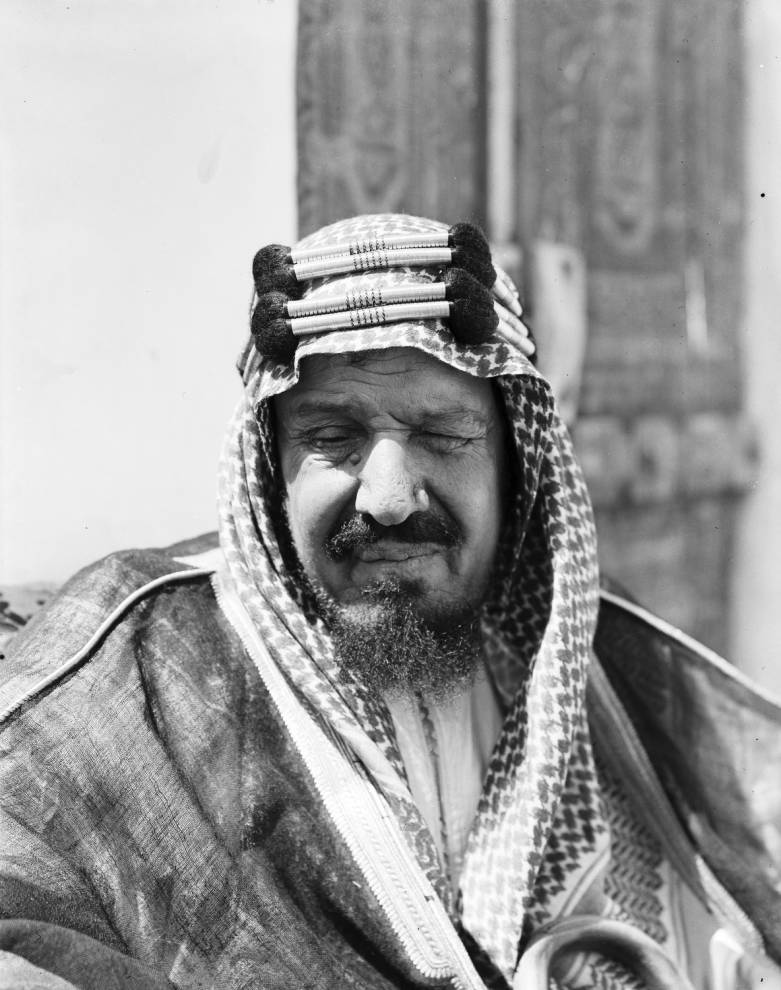
Ibn Saud, o primeiro rei da Arábia Saudita.

Petro-Islã é um neologismo usado para se referir à propagação internacional das interpretações extremistas e fundamentalistas do Islã sunita derivadas das doutrinas de Muhammad ibn Abd al-Wahhab, um pregador, estudioso, reformador e teólogo muçulmano sunita de Uyaynah na região de Négede, na Península Arábica, epônimo do movimento revivalista islâmico conhecido como wahhabismo. Este movimento foi favorecido pelo Reino da Arábia Saudita e pelos outros estados árabes do Golfo Pérsico.
Seu nome deriva da fonte de financiamento, as exportações de petróleo, que o espalharam pelo mundo muçulmano após a Guerra do Yom Kippur. O termo às vezes é chamado de "pejorativo" ou "apelido". Segundo Sandra Mackey, o termo foi cunhado por Fouad Ajami. Ele foi usado pelo cientista político francês Gilles Kepel, pelo estudioso bengali Imtiyaz Ahmed e pelo filósofo egípcio Fouad Zakariyya, entre outros.

## Uso e definições
O uso do termo para se referir ao "Wahhabismo", a interpretação dominante do Islã na Arábia Saudita, é amplo, mas não universal. Variações ou diferentes usos do termo incluem:
- Uso de recursos pela Arábia Saudita "para se projetar como um grande jogador no mundo muçulmano": a distribuição de grandes somas de dinheiro de fontes públicas e privadas na Arábia Saudita para promover doutrinas wahhabitas e buscar a política externa saudita.[17]
- Tentativas dos governantes sauditas de usar tanto o Islã quanto sua riqueza para conquistar a lealdade do mundo muçulmano.[16][18]
- Políticas diplomáticas, políticas, econômicas e religiosas promovidas pela Arábia Saudita.[19]
- O tipo de Islã favorecido pelos países exportadores de petróleo de maioria muçulmana, particularmente as outras monarquias do Golfo (Emirados Árabes Unidos, Kuwait, Qatar, etc.), não apenas a Arábia Saudita.[20]
- Um empreendimento "enormemente bem-sucedido" composto por um "conjunto colossal" de mídia e outros órgãos culturais que quebrou o monopólio "laicista" e "nacionalista" do estado sobre a cultura, mídia e, "em menor medida", a educação; e é apoiado tanto por islamistas quanto por elementos conservadores sociais de negócios, que se opuseram às ideologias nacionalistas árabes do Nasserismo e do Baathismo.[21]
- Práticas culturais islâmicas mais conservadoras (separação dos sexos, uso do hijab ou um hijab mais completo) trazidas de volta (para outros estados muçulmanos, como Egito, Paquistão, Bangladesh, etc.) pelos trabalhadores migrantes dos estados do Golfo.[22]
- Um termo usado por secularistas, particularmente no Egito, para se referir a esforços para exigir a aplicação da sharia (lei islâmica).[23]
- Uma interpretação islâmica que é "anti-mulher, anti-intelectual, anti-progresso e anti-ciência... em grande parte financiada pelos sauditas e kuwaitianos."[24]

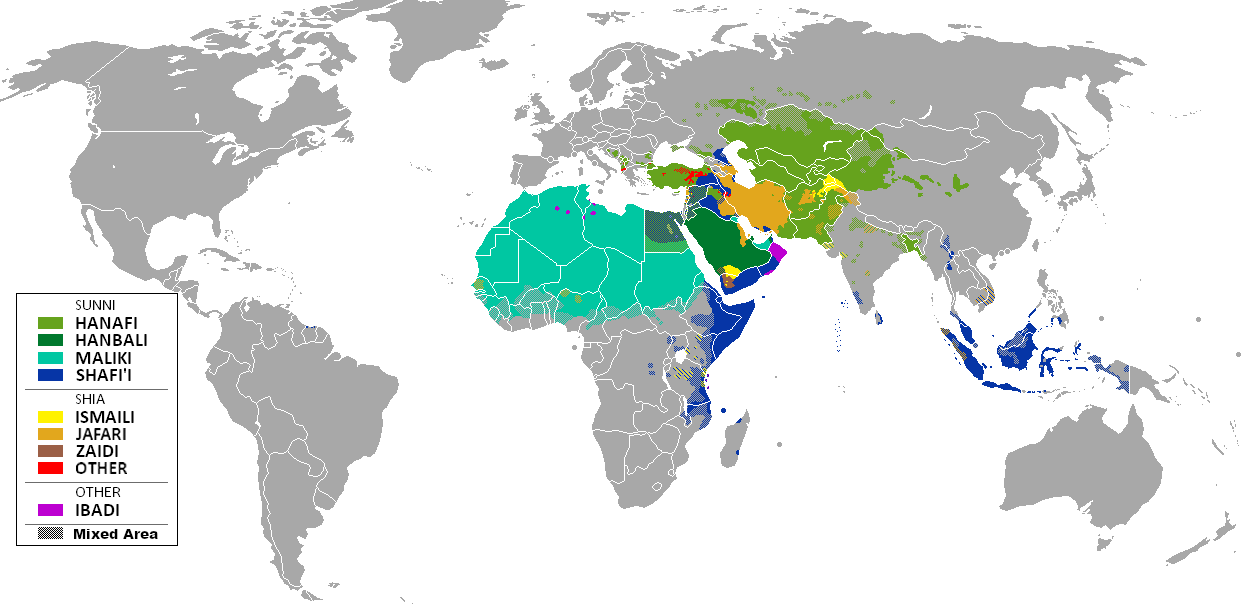
Um mapa do mundo muçulmano. Hanbali (verde escuro) é a escola sunita predominante na Arábia Saudita e no Catar.

## Contexto

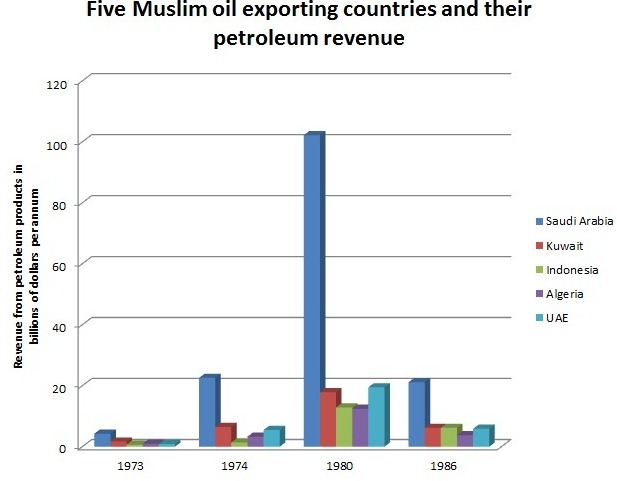
Receita de produto petrolífero em bilhões de dólares por ano para cinco principais países árabes exportadores de petróleo. Produção saudita Os anos foram escolhidos para mostrar a receita antes (1973) e depois (1974) da Guerra de Outubro de 1973, após a Revolução Iraniana (1978-1979), e durante a reviravolta do mercado em 1986. Irã e Iraque são excluídos porque sua receita flutuava devido à revolução e à guerra entre eles.

Um estudioso que detalhou a ideia do petro-Islã é Gilles Kepel. De acordo com Kepel, antes do embargo do petróleo de 1973, a religião em todo o mundo muçulmano era "dominada por tradições nacionais ou locais enraizadas na piedade do povo comum". Os clérigos olhavam para suas diferentes escolas de fiqh (os quatro Madhhabs sunitas: hanafita nas zonas turcas do Sul da Ásia, maliquita na África, xafeíta no Sudeste Asiático, mais o xiita jafarita, e "mantinham o puritanismo inspirado na Arábia Saudita" (usando outra escola de fiqh, hambalita) em "grande suspeita por causa de seu caráter sectário," de acordo com Gilles Kepel.
Embora a Guerra de 1973 (também chamada de Guerra do Yom Kippur) tenha sido iniciada pelo Egito e pela Síria para recuperar terras conquistadas por Israel em 1967, os "verdadeiros vencedores" da guerra foram os "países árabes exportadores de petróleo", (segundo Gilles Kepel), cujo embargo contra os aliados ocidentais de Israel paralisou a contraofensiva de Israel.
O sucesso político do embargo aumentou o prestígio dos que embargaram e a redução na oferta global de petróleo fez os preços do petróleo dispararem (de US$ 3 por barril para quase US$ 12) e com eles, as receitas dos exportadores de petróleo. Isso colocou os estados muçulmanos exportadores de petróleo em uma "clara posição de domínio dentro do mundo muçulmano." O mais dominante era a Arábia Saudita, o maior exportador de longe (veja o gráfico de barras).
Os sauditas viam sua riqueza petrolífera não como um acidente da geologia ou da história, mas conectada à religião, uma bênção de Deus para eles, para ser "solenemente reconhecida e vivida" com comportamento piedoso.
Com sua nova riqueza, os governantes da Arábia Saudita buscaram substituir os movimentos nacionalistas no mundo muçulmano pelo Islã, trazer o Islã "para o primeiro plano da cena internacional" e unificar o Islã mundial sob o "único credo" do wahhabismo, prestando atenção especial aos muçulmanos que haviam imigrado para o Ocidente (um "alvo especial").

## Influência dos "Petrodólares"
Segundo o acadêmico Gilles Kepel, (que dedicou um capítulo de seu livro Jihad: The Trail of Political Islam ao assunto - Building Petro-Islã on the Ruins of Arab Nationalism), nos anos imediatamente após a Guerra do Yom Kippur em 1973, 'petro-Islã' era uma "espécie de apelido" para um "segmento" de pregadores wahhabitas e intelectuais muçulmanos que promoviam "a implementação rigorosa da sharia [lei islâmica] nas esferas política, moral e cultural."
Nas décadas seguintes, a interpretação do Islã pela Arábia Saudita tornou-se influente (segundo Kepel) através de:
- a disseminação das doutrinas religiosas wahhabistas por meio de organizações de caridade sauditas;
- um aumento na migração de muçulmanos para trabalhar na Arábia Saudita e em outros estados do Golfo Pérsico; e
- uma mudança no equilíbrio de poder entre os estados muçulmanos em direção aos países produtores de petróleo.[38]

A autora Sandra Mackey descreve o uso de petrodólares em instalações para o hajj, como nivelar picos de colinas para dar espaço para tendas, fornecer eletricidade para as tendas e resfriar os peregrinos com gelo e ar-condicionado, como parte do "petro-Islã", que ela descreve como uma forma de construir a lealdade dos fiéis muçulmanos em relação ao governo saudita.

### Financiamento religioso
O ministério saudita de assuntos religiosos imprimiu e distribuiu milhões de Alcorões gratuitamente, juntamente com textos doutrinários que seguiam a interpretação wahhabita. Em mesquitas por todo o mundo "das planícies africanas aos arrozais da Indonésia e aos projetos habitacionais de arranha-céus de imigrantes muçulmanos nas cidades europeias, os mesmos livros poderiam ser encontrados", pagos pelo governo saudita.
Imtiyaz Ahmed, um estudioso religioso e professor de Relações Internacionais na Universidade de Daca, vê as mudanças nas práticas religiosas em Bangladesh como vinculadas aos esforços da Arábia Saudita para promover o wahabismo por meio da ajuda financeira que fornece a países como Bangladesh.

#### Mesquitas

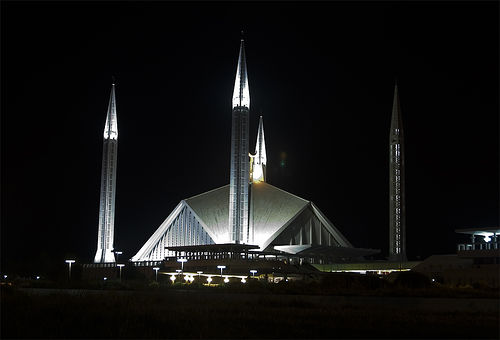
A Mesquita Faisal, no Paquistão, um presente do Rei Faisal da Arábia Saudita.

Mais de 1.500 mesquitas foram construídas ao redor do mundo de 1975 a 2000, financiadas por fundos públicos sauditas. A Liga Mundial Muçulmana, sediada na Arábia Saudita e financiada por ela, desempenhou um papel pioneiro no apoio a associações islâmicas, mesquitas e planos de investimento para o futuro. Ela abriu escritórios em "cada área do mundo onde os muçulmanos viviam".
As mesquitas financiadas pela Arábia Saudita geralmente eram construídas usando um design de "estilo internacional" em mármore e iluminação verde de néon, rompendo com a maioria das tradições arquitetônicas islâmicas locais, mas seguindo as tradições wahhabitas.

### Banco Islâmico
Um mecanismo para a redistribuição de (algumas) receitas do petróleo da Arábia Saudita e de outros exportadores de petróleo muçulmanos para as nações muçulmanas mais pobres da África e Ásia era o Banco Islâmico de Desenvolvimento. Com sede na Arábia Saudita, ele iniciou suas atividades em 1975. Seus credores e mutuários eram estados membros da Organização para a Cooperação Islâmica (OCI) e fortaleceu a "coesão islâmica" entre eles.
Os sauditas também ajudaram a estabelecer bancos islâmicos com investidores privados e depositantes. A DMI (Dar al-Mal al-Islami: a Casa das Finanças Islâmicas), fundada em 1981 pelo Príncipe Mohammed bin Faisal Al Saud, e o grupo Al Baraka, estabelecido em 1982 pelo Sheik Saleh Abdullah Kamel (um bilionário saudita), eram ambas empresas de investimento transnacionais.

### Migração
Em 1975, mais de um milhão de trabalhadores, desde pessoas do campo sem qualificação até professores experientes - do Sudão, Paquistão, Índia, Sudeste Asiático, Egito, Palestina, Líbano e Síria - haviam se mudado para a Arábia Saudita e os estados do Golfo Pérsico para trabalhar e retornaram após alguns anos com economias. A maioria dos trabalhadores era árabe e a maioria era muçulmana. Dez anos depois, o número havia aumentado para 5,15 milhões e os árabes já não eram maioria. 43% (principalmente muçulmanos) vieram do subcontinente indiano. Em um país, o Paquistão, em um único ano (1983),
O dinheiro enviado para casa pelos emigrantes do Golfo totalizou US$ 3 bilhões, em comparação com um total de US$ 735 milhões dados à nação em ajuda estrangeira... O funcionário sub-remunerado de outrora agora podia voltar para sua cidade natal ao volante de um carro estrangeiro, construir sua própria casa em um subúrbio residencial e estabelecer-se para investir suas economias ou se envolver no comércio... Ele não devia nada ao seu estado natal, onde nunca teria ganho o suficiente para poder se dar ao luxo dessas extravagâncias.
Muçulmanos que haviam se mudado para a Arábia Saudita ou outras "monarquias ricas em petróleo da península" para trabalhar muitas vezes retornavam ao seu país de origem pobre após praticar a religião de forma mais intensa, especialmente as práticas dos muçulmanos wahhabitas. Tendo "enriquecido nesse ambiente wahhabita", não era surpreendente que os muçulmanos que retornavam acreditassem que havia uma conexão entre esse ambiente e "sua prosperidade material", e que, ao retornarem, seguissem práticas religiosas de forma mais intensa, seguindo os preceitos wahhabitas. Kepel dá exemplos de trabalhadores migrantes que retornam para casa com nova prosperidade, pedindo para serem tratados pelos serventes como "hajja" ao invés de "Madame" (o antigo costume burguês).

### Liderança Estatal
Nas décadas de 1950 e 1960, Gamal Abdul-Nasser, principal expoente do nacionalismo árabe e presidente do maior país do mundo árabe, gozava de grande prestígio e popularidade.
No entanto, em 1967, Nasser liderou a Guerra dos Seis Dias contra Israel, que não resultou na eliminação de Israel, mas sim na derrota decisiva das forças árabes e com a enorme riqueza da Arábia Saudita, resolutamente não nacionalista.
Isso alterou "o equilíbrio de poder entre os estados muçulmanos" a favor da Arábia Saudita e outros países exportadores de petróleo, ganhando enquanto o Egito perdia influência. Os exportadores de petróleo enfatizaram a "comunalidade religiosa" entre árabes, turcos, africanos e asiáticos, e minimizaram "diferenças de idioma, etnia e nacionalidade".
A Organização da Cooperação Islâmica, cuja Secretaria Permanente está localizada em Jeddah, no oeste da Arábia Saudita, foi fundada após a guerra de 1967.

## Crítica
Pelo menos um observador, o jornalista investigativo da revista The New Yorker Seymour Hersh, sugeriu que o petro-Islã está sendo disseminado por aqueles cujas motivações são menos do que sinceras ou piedosas. Segundo Hersh, o financiamento do petro-Islã após a Guerra do Golfo, "equivale a dinheiro de proteção" do regime saudita "para grupos fundamentalistas que desejam derrubá-lo".
O existencialista egípcio Fouad Zakariyya acusou os promotores do petro-Islã de terem como objetivo a proteção da riqueza do petróleo e das "relações sociais" das "sociedades tribais que possuem a maior parte dessa riqueza", em detrimento do desenvolvimento a longo prazo da região e da maioria de seu povo. Ele afirma ainda que é uma "marca de Islamismo" que se apresenta como "puro", mas em vez de ser o Islã dos primeiros muçulmanos, nunca foi "visto antes na história".
Autores que criticam a "tese" do petro-Islã em si (que os petrodólares tiveram um efeito significativo nas crenças e práticas muçulmanas) incluem Joel Beinin e Joe Stork. Eles argumentam que no Egito, Sudão e Jordânia, "movimentos islâmicos têm demonstrado um alto nível de autonomia em relação aos seus patronos originais." A força e o crescimento da Irmandade Muçulmana e outras forças do Islã político conservador no Egito podem ser explicados, de acordo com Beinin e Stork, por forças internas: a força histórica da Irmandade Muçulmana, simpatia pelo "mártir" Sayyid Qutb, raiva com as "tendências autocráticas" e as promessas fracassadas de prosperidade do governo Sadat.